# Skalny Mur (Dolina Kobylańska)
Skalny Mur – skalny mur w Dolinie Kobylańskiej na Wyżynie Olkuskiej, w granicach wsi Karniowice w gminie Zabierzów, powiecie krakowskim, województwie małopolskim. Znajduje się w lewych zboczach środkowej części doliny, pomiędzy Wielką Wronią Basztą i Pieninkami. W okresie wegetacyjnym ze szlaku turystycznego biegnącego dnem doliny jest niewidoczny (przesłaniają go gałęzie drzew).
Dolina Kobylańska jest jednym z najbardziej popularnych terenów wspinaczki skalnej. Zbudowany z wapieni Skalny Mur bezpośrednio przylega do Pieninek. Znajduje się w lesie, ma wysokość 12–18 m i postać typowego skalnego muru o ścianach w większości pionowych, miejscami połogich, z kominami i zacięciami.
W Skalnym Murze znajduje się Ponura Szczelina.

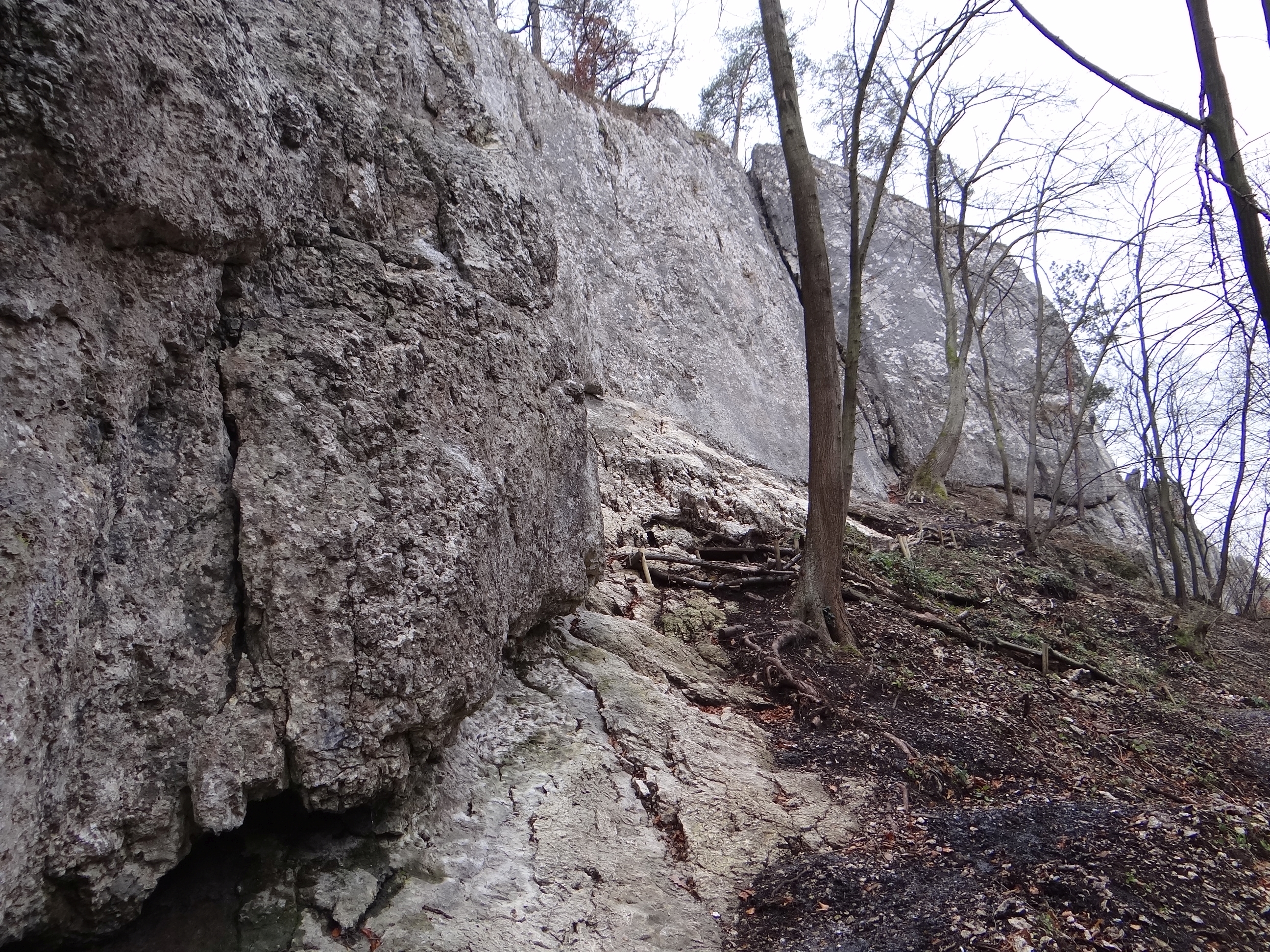
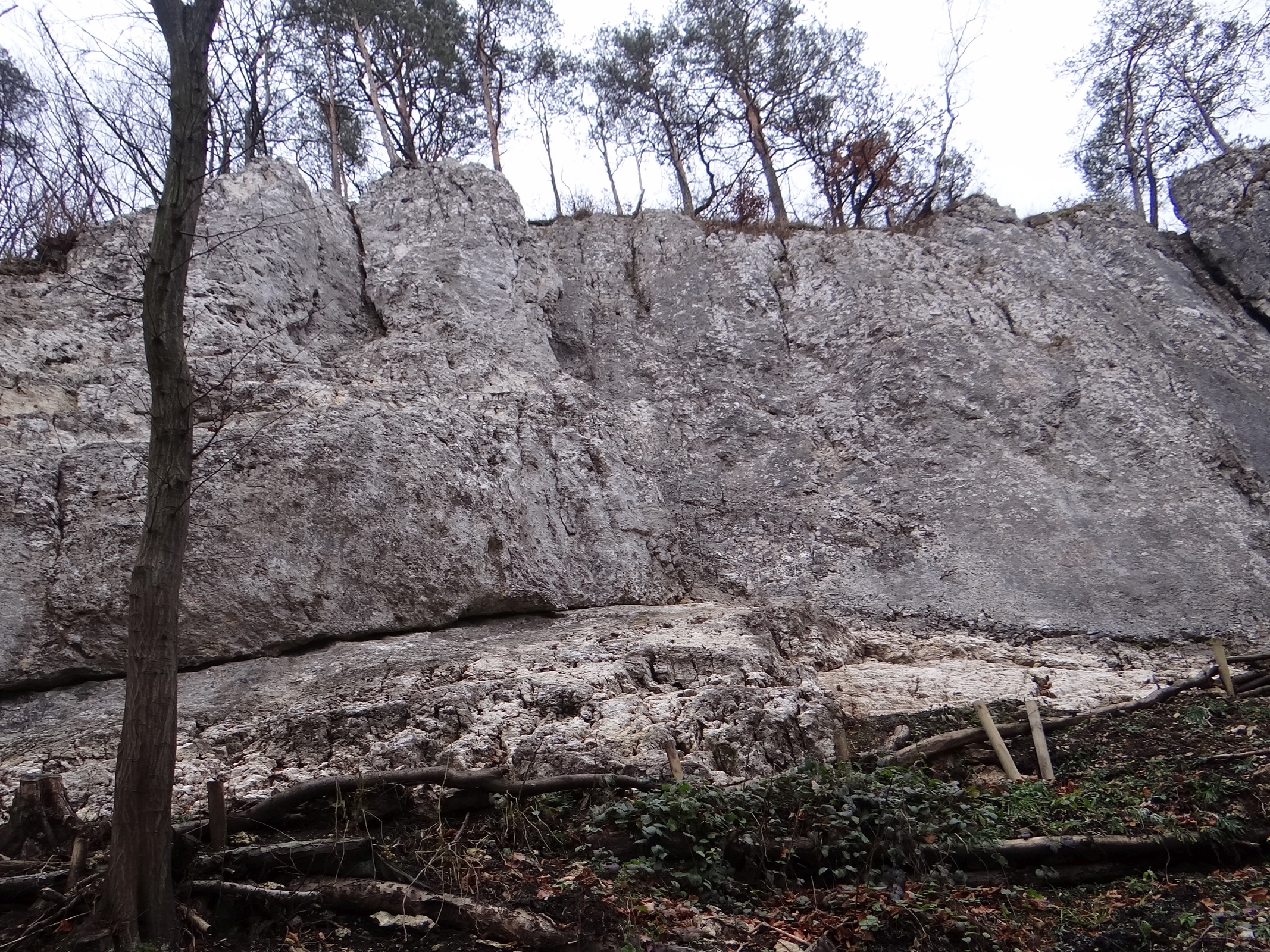
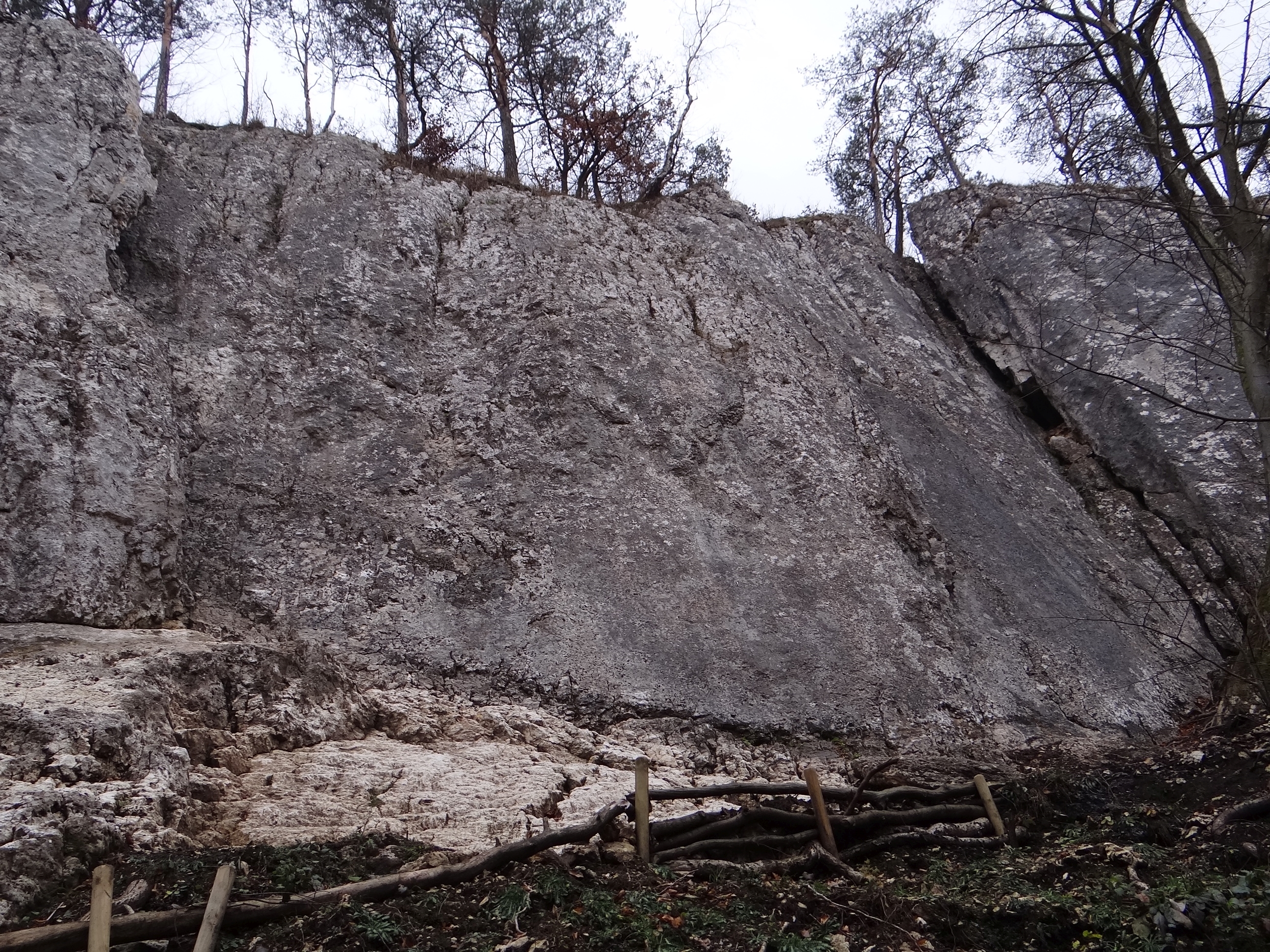
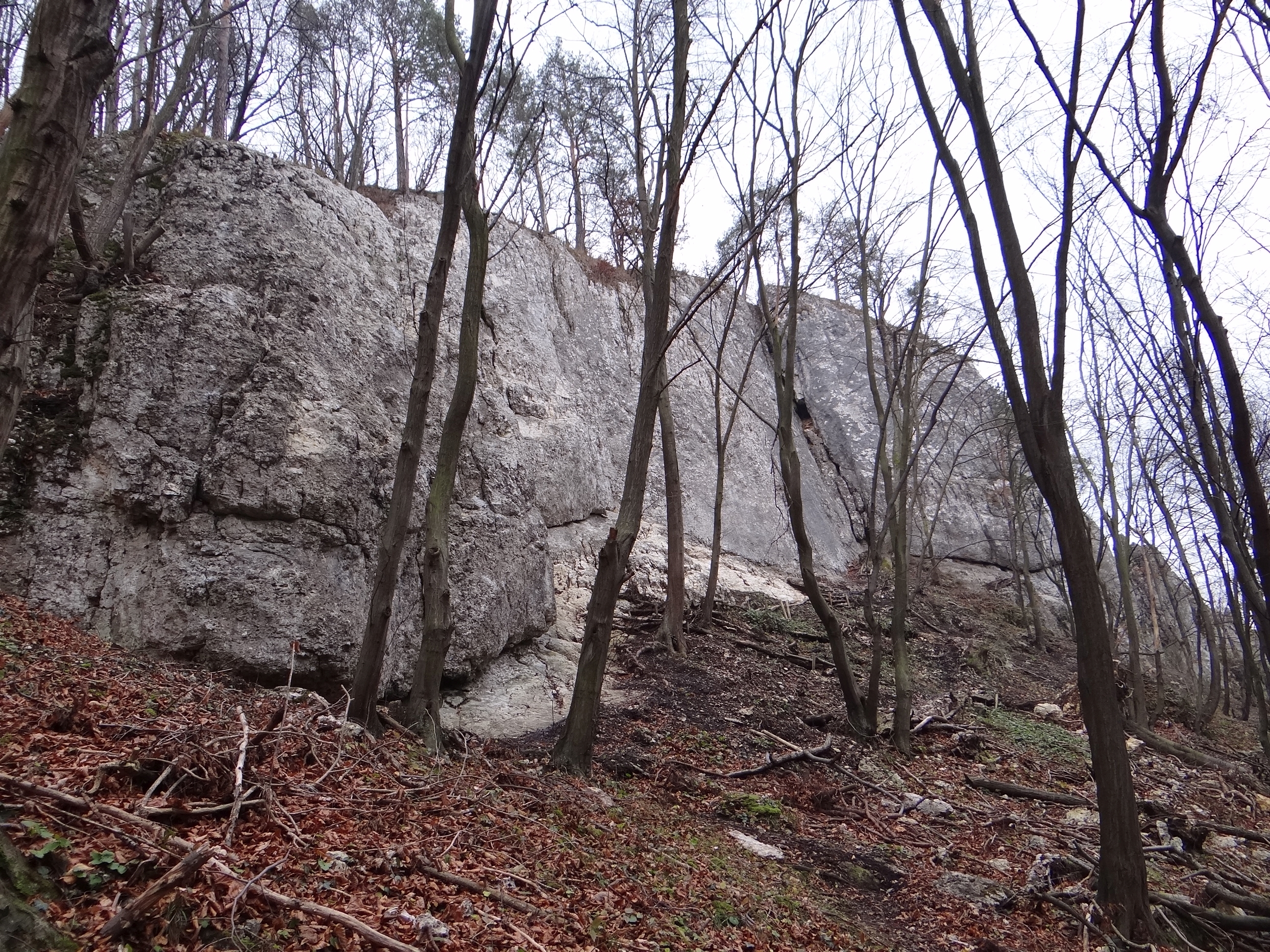

## Drogi wspinaczkowe
Przez wspinaczy skalnych zaliczany jest do Grupy Wroniej Baszty i opisywany jako Skalny Mur I, Skalny Mur II, Skalny Mur III, Skalny Mur IV. Wspinacze poprowadzili na nim 32 drogi wspinaczkowe o trudności od IV do VI.5 w skali Kurtyki. Niemal wszystkie mają zamontowane stałe punkty asekuracyjne: ringi (r), stanowisko zjazdowe (st) lub ring zjazdowy (rz).

Skalny Mur I
1. Lewy kominek; IV, st, 14 m
2. Lewoskos; 5r + st, 14 m
3. Prawoskos; IV, 5r + st, 14 m
4. Lewizna; V+, 5r + st, 14 m
5. Upadki chodzą po ludziach; IV+, 4r + st, 14 m
6. Droga na wcisk; 5r + st, 14 m
7. Dziwadło; VI.1+, 5r + st, 14 m
8. Bezpłatna protekcja; IV+, 6r + st, 15 m
9. Wierny ogrodnik; 2r + st, 15 m
10. Zdrada TRAD-a; V+, 6r + st, 15 m

Skalny Mur II;
1. Z pijanym nie tańczę; VI.2, 3r + drz, 9 m
2. Imaginoskop; V, 6r + st, 13 m
3. Ponura ryska; V, 5r + st, 13 m
4. Ponurak; VI, 6r + st, 13 m
5. Ponury komin; IV, 5r + drz, 16 m

Skalny Mur III
1. Ponury komin; IV, 16 m
2. Jańcio Wodnik; VI.4+/5, 6r + st, 16 m
3. Prostowanie Kurtykówki; VI.2+, 6r + st, 16 m
4. Cyrulik kobylański; VI.4+, 7r + st, 16 m
5. Sukces kurdupla; VI.2/2+, 6r + st, 16 m
6. Kolektorówka; VI+, 7r + st, 16 m
7. Kuźnia champinionów; VI.3+, 6r + st, 18 m
8. Kupa mięci; VI.2, 5r + st, 18 m

Skalny Mur IV
1. Filar Skalnego Muru; VI+, 2r, 18 m
2. Kuźnia champinionów; VI.3+, 3r, 18 m
3. Kupa mięci; VI.2, 6r + st, 18 m
4. Pro memoria; VI.2+, 6r + st, 18 m
5. Społeczeństwa owadów; VI+, 7r + drz, 18 m
6. Zagłada TRAD-a; IV+, 6r + st, 19 m
7. Resztówka; V+, 5r + st, 19 m
8. Przez drzewo; V-, 7r + st, 19 m
9. Zmora eksploratora; IV, 5r + st, 17 m[3].